# Sinaloa pulchella
Sinaloa pulchella är en insektsart som beskrevs av Morgan Hebard 1925. Sinaloa pulchella ingår i släktet Sinaloa och familjen gräshoppor. Inga underarter finns listade i Catalogue of Life.